# Con Boutsianis
Constantinos Boutsianis (Melbourne, 21 dicembre 1971) è un ex calciatore australiano, di ruolo centrocampista.

## Carriera
In Nazionale ha segnato 4 gol, di cui 3 in Australia-Samoa Americane (31-0).